# Guindar (náutica)
En náutica, guindar es subir por medio de un cabo o aparejo un objeto pendiente de él.
Guindar los masteleros o mastelerillos es, si están en cubierta cuando se arbola el aparejo, ponerlos en sus sitio en la arboladura. Si están sólo calados, es decir, bajos respecto a su posición ordinaria, es volverlos a colocar en su sitio. Esta maniobra se ejecuta mediante el virador y el baticulo. 
Un buque bien o mal guindado, significa que su aparejo es esbelto o todo lo contrario.